# Natürliche Grenzen Frankreichs
Die Natürlichen Grenzen Frankreichs (Frontières naturelles de la France) sind ein in Frankreich – insbesondere während der Französischen Revolution – entwickeltes politisches und geographisches Konzept (Geopolitik). Die Grenzen verlaufen danach längs der Meere, den Pyrenäen, der Rheingrenze und den Alpen.

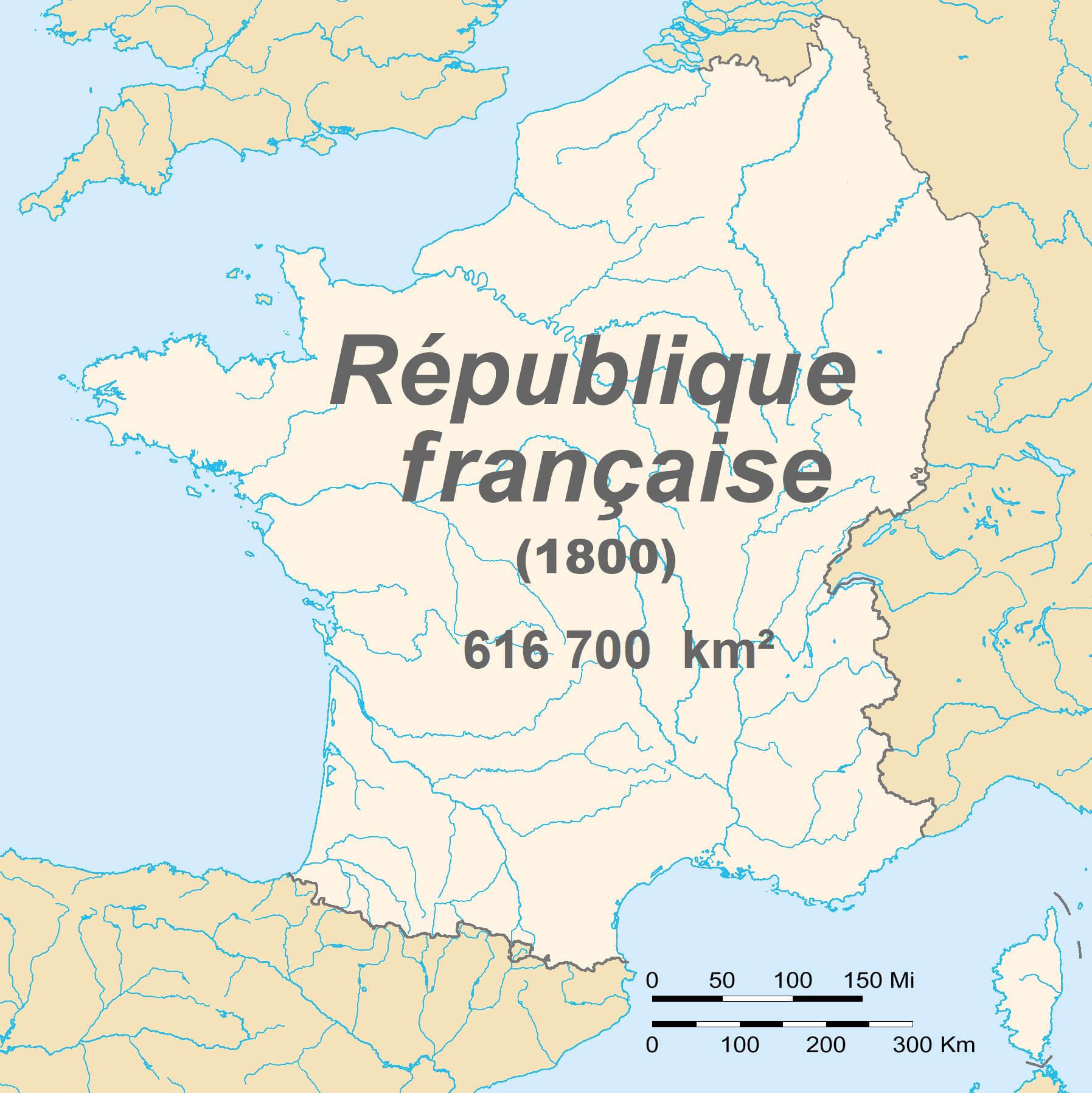
Französische Republik 1800

## Begriffsgeschichte
Während in älterer, nationalistisch geprägter sowohl deutscher wie französischer Literatur des 19. Jahrhunderts es noch üblich war, ein übergreifendes, durchgehendes Konzept der Außenpolitik im vorrevolutionären Frankreich zum Erreichen der Rheingrenzen zu konstatieren, ist die moderne Geschichtswissenschaft davon abgerückt und sieht hier nur noch eine zeitgebundene, von partikulären Machtkonflikten insbesondere mit den Habsburgern geprägte französische Politik (→ Habsburgisch-französischer Gegensatz). In Bezug auf Richelieu und die Rheingrenze wurde das schon in Deutschland durch Wilhelm Mommsen und in Frankreich durch Gaston Zeller eingeleitet. Insbesondere Zeller verneinte eine solche staatspolitische Idee im vorrevolutionären Frankreich und sieht die Idee eher als von deutscher Seite nach Frankreich hineingetragen. In den 1920er-Jahren wandte sich auch Lucien Febvre gegen geographische Ideen als treibende Kräfte in der Historie.
Die erste Erwähnung natürlicher Grenzen Frankreichs scheint im apokryphen Testament von Richelieu von 1642 zu sein. Danach tauchte das Konzept erst wieder in der 1786 in Amsterdam publizierten Schrift Vœux d’un gallophile (Wunsch eines Gallophilen) des aus Kleve stammenden Schriftstellers Anacharsis Cloots auf, in der er sich für die linke Rheinseite als natürlicher Grenze Frankreichs  ausspricht:

« Ce fleuve est la borne naturelles des Gaules. »

„Dieser Strom ist die natürliche Grenzmarkierung der Gallier.“

Die Idee fand Anhänger unter den französischen Revolutionären in den 1790er-Jahren, insbesondere den Jakobinern. Nach dem Sieg bei Valmy am 20. September 1792 forderte der Nationalkonvent die Soldaten auf, die preußische Armee über den Rhein zu jagen. Der Kommandeur der Rheinarmee Adam-Philippe de Custine meinte: „Wenn der Rhein nicht die Grenze der Republik ist, geht sie unter.“ Am 17. Dezember 1792 nahm der Nationalkonvent die Verordnung über die Regierung der besetzten Gebiete an, der Auftakt der Annexion von Belgien durch Frankreich. Dies wird von Georges Danton am 31. Januar 1793 beantragt, mit den Worten „Die Grenzen Frankreichs sind durch die Natur gegeben, wir erreichen sie an vier Ecken des Horizonts, am Ufer des Rheins, an den Ufern des Ozeans, in den Pyrenäen und Alpen. Dort müssen die Grenzen unserer Republik vollendet werden.“

## Anwendung

### An den Alpen
Die französische Alpen-Armee eroberte Savoyen, als Teil des Königreichs Sardinien-Piemont Verbündeter der Österreicher, fast ohne Gegenwehr am 21. und 22. September 1792. Am 26. Oktober versammelten sich führende Bürger von Savoyen in Chambéry, erklärten Viktor Amadeus III. für abgesetzt und sprachen sich am 29. Oktober für einen Anschluss an die französische Republik aus. Am 17. Dezember 1792 beschloss der Konvent in Paris den Anschluss als Département Mont-Blanc. Am 31. Januar 1793 annektierte der Konvent die Grafschaft Nizza und das Fürstentum Monaco und bildete daraus das Département Alpes-Maritimes.

### Am Rhein
Die Rede Dantons wurde von Lazare Carnot aufgegriffen und von den besetzten Gebieten, von den Abgesandten des Konvents und lokalen Anhängern der Revolution verbreitet, um die Annexion durch die französische Republik vorzubereiten und zu rechtfertigen. Beispielsweise wurde die Idee der natürlichen Rheingrenzen der französischen Republik von Georg Forster am 15. November 1792 in seiner Rede im Mainzer Jakobinerklub Über das Verhältnis der Mainzer gegen die Franken aufgegriffen. In Belgien wurden die Franzosen am 18. März 1793 in der Schlacht von Neerwinden besiegt und mussten Belgien verlassen. Erst der französische Sieg in der Schlacht bei Fleurus (1794) und die Gründung der Batavischen Republik im Januar 1795 vollendeten die Besetzung Belgiens. Preußen verzichtete im Frieden von Basel am 5. April 1795 auf seine linksrheinischen Territorien zugunsten Frankreichs.
Die Siege von Napoleon Bonaparte in Italien zwangen auch Österreich am 27. Oktober 1797 zum Frieden von Campo Formio, in dem Österreich auf alle Territorien westlich des Rheins verzichtete. Das Direktorium organisierte daraufhin alle linksrheinischen Gebiete in vier neuen Départements: Mont-Tonnerre, Rhin-et-Moselle, Roer und Sarre.
Dennoch stand auch danach zumindest offiziell an der Mündung des Rheins das Südufer des Flusses noch nicht unter französischer Herrschaft; diese zum Königreich Holland gehörenden südlich des Waal liegenden niederländischen Gebiete Brabant und Zeeland wurden erst am 16. März 1810 annektiert.

### Belgien
Nach dem Sieg von Fleurus gab es lange Debatten im Konvent über das Schicksal der österreichischen Niederlande. Angetrieben von Philippe-Antoine Merlin de Douai befürchtete der Konvent, dass eine eigene Republik wie die Batavische Republik als selbständiger Staat zu schwach gegen England und Österreich wäre und zu einem Pufferstaat gegen Frankreich würde. Am 1. Oktober 1795 stimmte der Konvent für die Annexion Belgiens in mehreren neuen Départements (Dyle, Deux-Nèthes, l’Escaut, Forêts, Jemmapes, Lys, Ourte, Meuse-Inférieure, Sambre-et-Meuse). Das wurde im Vertrag von Campo Formio mit Österreich bestätigt und nochmals im Frieden von Lunéville 1801.

## Die Bildung desHexagons

Frankreichs aktuelle Grenzen und ein Hexagon

Im Verlauf seiner Eroberungen im Konsulat und im 1. Kaiserreich ging Napoleon weit über die „natürlichen Grenzen“ Frankreichs hinaus: 1812 hatte Frankreich 134 Départements und sein Territorium über den Rhein hinaus erweitert sowie die übrigen Niederlanden, die davor als Batavische Republik (1795–1806) bzw. als Königreich Holland (1806–1810) verfasst gewesen waren, und Norddeutschland bis Lübeck (1811) annektiert; an der Pyrenäengrenze annektierte Frankreich 1812 Katalonien und jenseits der Alpen zwischen 1801 und 1809 diverse Teile Italiens.
Den Unterschied zwischen den „natürlichen Grenzen“ Frankreichs und den Grenzen des Kaiserreichs erklärte Napoleons Außenminister Talleyrand-Périgord dem russischen Kaiser gegenüber 1808 so:

„Der Rhein, die Alpen und die Pyrenäen sind von dem gesamten Frankreich erobert worden, alles Übrige vom Kaiser. Daran hat Frankreich kein Interesse.“

Talleyrand zufolge hatte Frankreich seine natürliche Rheingrenze schon während der Revolutionskriege erreicht und diese Rheingrenze schien ihm wie allen Franzosen unantastbar. Dennoch war es Talleyrand, der Napoleon 1812 die Angliederung Kataloniens empfahl. Auf diese durch die Revolution erreichten „natürlichen Grenzen“ wollte und konnte Napoleon auch nach seinen Niederlagen von 1813 und 1814 nicht verzichten; er glaubte Frankreich nicht kleiner hinterlassen zu dürfen, als er es beim Ende der Revolution einst (1799) übernommen hatte.
Im Ersten Pariser Frieden (1814) nach der Abdankung Napoleons verlor Frankreich alle seit 1792 eroberten Gebiete und behielt nur einen Teil Savoyens. Nach der Niederlage bei Waterloo und der zweiten Abdankung Napoleons wurde Frankreich im Zweiten Pariser Frieden (1815) auf die Grenzen von 1791 reduziert und verlor Savoyen. Erst im Vertrag von Turin 1860 kamen Savoyen und Nizza wieder zu Frankreich.
Die Debatte um die natürlichen Grenzen Frankreichs wurde im 19. Jahrhundert fortgesetzt. Jules Michelet sah in seiner Geschichte Frankreichs diese Theorie als bestimmende Kraft der französischen Geschichte. Sie tauchte auch 1830 anlässlich der Unabhängigkeit Belgiens, 1840 in der Rheinkrise und zwischen 1871 und 1918 anlässlich der Eingliederung von Elsaß-Lothringen (1871) durch das Deutsche Kaiserreich wieder auf.